# Sophie Nélisse
Sophie Nélisse (* 27. března 2000 Windsor, Kanada) je kanadská herečka francouzského původu. Její sestra je herečka Isabelle Nelisse.

## Životopis
Narodila se ve Windsoru, Ontario, ale když jí byly čtyři roky, přestěhovala se se svou rodinou do Montréalu. Je nejlépe známá svojí rolí ve filmu Monsieur Lazhar. Za svůj herecký výkon získala cenu Genie Award. Film byl v roce 2012 nominován na Oscara v kategorii nejlepší cizojazyčný film a Sophie za svůj výkon vyhrála kanadskou cenu Jutra za nejlepší herečku ve vedlejší roli. Než se rozhodla naplno věnovat herecké kariéře, byla Sophie nadanou gymnastkou a mnoho let trénovala na vrcholové úrovni.

## Filmografie
| Rok  | Název               | Role               |
| ---- | ------------------- | ------------------ |
| 2011 | Monsieur Lazhar     | Alice L'Écuyer     |
| 2012 | Esimésac            |                    |
| 2013 | Zlodějka knih       | Liesel Meminger    |
| 2014 | Velká Gilly Hopkins | Gilly Hopkins      |
| 2014 | Ohlaste             | Mladá Joan Fischer |
| 2016 | 1:54                | Jennifer           |